# Rebel (wrestler)
Rebel, pseudonimo di Tanea Brooks (Owasso, 8 settembre 1978), è una wrestler, manager e attrice statunitense sotto contratto con la All Elite Wrestling.
Per tre anni cheerleader dei Dallas Cowboys, ha recitato anche nel cortometraggio Sweet Friggin' Daisies di Jesse Wigutow (2002).

## Biografia
Brooks ha giocato i tornei del 2004 e del 2005 della Legends Football League con le New York Euphoria. Sul campo ha dimostrato un carattere determinato, fino ad arrivare a una piccola rissa con Jamie Eifert durante il Lingerie Bowl del 2004. Nel 2008 il sito ufficiale della Lingerie Football League l'ha definita "League defensive MVP" (miglior giocatrice di difesa della lega).

## Carriera

### Total Nonstop Action (2014–2016)
Nel mese di aprile 2014 fa alcune apparizioni misteriose ad Impact, show principale della Total Nonstop Action Wrestling insieme al wrestler Knux. Successivamente debutta con il ring name di Rebel nella puntata di Impac dell'8 maggio, dove insieme a Crazzy Steve e The Freak accompagna sul ring Knux che sconfigge il suo avversario Kazarian. Attualmente Tanea è la valletta dei Menagerie, stable di cui fanno parte anche Knux, Crazzy Steve e The Freak, stabilendosi dunque come face. Nell'episodio di Impact! del 10 settembre, avviene il suo debutto sul ring, dove insieme a Crazzy Steve e Knux vengono sconfitti da Velvet Sky, Jessie Godderz e Robbie E. Nell'episodio di IMPACT! del 17 settembre, perde una Knockout Battle Royal N°1 Contender Match, vinta da Havok. Nell'episodio di IMPACT! del 15 ottobre, Rebel insieme a Crazzy Steve e Knux battono il trio formato da Angelina Love, DJ Z e Jessie Godderz. Nell'episodio di IMPACT! del 22 ottobre, affronta Angelina Love, ma il match termina in No Contest quando Havok la attacca brutalmente. Nell'episodio di IMPACT! del 12 novembre, Rebel, Knux e Crazzy Steve vincon un Three on Four Handicap Match contro DJ Z, Jessie Godderz, Angelina Love e Velvet Sky. Nell'episodio di IMPACT! del 7 gennaio 2015, perde una Championship Knockout Battle Royal, vinta da Taryn Terrell. Nell'episodio di IMPACT! del 15 maggio, insieme a Brooke vengono sconfitte da Jade e Marti Bell. Nella puntata di Xplosion del 20 maggio, Rebel e Knux hanno sconfitto Angelina Love e Jesse Godderz. Nell'episodio di IMPACT! del 22 maggio, perde contro Marti Bell. Nella puntata di Impact del 26 agosto, Rebel effettua un turn-heel attaccando Velvet Sky ed alleandosi con le Dollhouse (Jade e Marti Bell). Nella puntata di Impact del 30 settembre, le Dollhouse hanno sconfitto Madison Rayne e Velvet Sky. Nella puntata di Impact del 5 gennaio 2016, le Dollhouse sono state sconfitte da Gail Kim, Madison Rayne e Velvet Sky; nel post match, arriva Awesome Kong che si allea con le Dollhouse attaccando le rivali. Nella puntata di Impact del 23 febbraio, le Dollhouse hanno sconfitto Gail Kim, Maria e Velvet Sky. Nella puntata di Xplosion del 5 marzo, Rebel è stata sconfitta da Madison Rayne. Nella puntata di Impact del 22 marzo, Rebel prende parte ad un Triple threat match insieme alle sue amiche Jade e Marti Bell per determinare la prima sfidante al TNA Knockout's Championship, ma il match è stato vinto da Jade. Nella puntata di Xplosion del 26 marzo, Rebel e Marti Bell sono state sconfitte da Madison Rayne e Velvet Sky. In seguito, la Dollhouse cessa di esistere in seguito alla vittoria del titolo da parte di Jade. Nella puntata di Impact del 19 aprile, Rebel prende parte ad un Ladder match per decretare il nuovo capo della divisione delle knockout, ma è stato vinto da Maria. Il 14 settembre 2016, Rebel annuncia di aver lasciato la compagnia.

### Ohio Valley Wrestling (2016–2017)
Il 3 settembre 2016, durante OVW Saturday Night Special, Rebel e Paredyse hanno sconfitto Jessie Belle Smothers e Shane Andrews. Nella puntata del 10 settembre, Rebel ha perso un n°1 contender match per il titolo perdendo contro Jessie Belle. Nella puntata del 5 novembre, Rebel ha sconfitto Maria James conquistando l'OVW Women's Championship per la prima volta. Nella puntata del 12 novembre, Rebel ha difeso con successo il titolo contro Callie. Nella puntata del 19 novembre, Rebel ha difeso con successo il titolo anche contro ODB. Nella puntata del 10 dicembre, Rebel e Mitch Huff sono stati sconfitti da Maria James e Robbie Walker. Nella puntata del 18 marzo 2017, Rebel ha difeso con successo il titolo contro Hanna. Nella puntata del 22 marzo, Rebel è stata sconfitta da Madi Maxx, perdendo il titolo dopo 140 giorni di regno. Rebel fa il suo ritorno il 5 agosto durante un OVW Saturday Night Special - War Zone, competendo in un fatal-four way steel cage match insieme a Cali, Mickie Knuckles e Paredyse, che è stato vinto da Cali.

### Ritorno in TNA (2017–2018)
Il 4 marzo 2017 Rebel fa il suo ritorno in TNA durante il One Night Only - Victory Road 2017: Next Knockout, dove è stata sconfitta in un incontro singolo da ODB. Nella puntata di Impact del 23 marzo, Rebel è stata sconfitta nuovamente da ODB. Nella puntata di Impact del 6 aprile, Rebel ha preso parte ad una Gauntlet Battle Royal match per determinare la sfidante all'Impact Knockout's Championship detenuto da Rosemary, ma è stata eliminata. Nella puntata di Impact del 6 luglio, Rebel fa nuovamente il suo ritorno affrontando e perdendo contro Sienna. Nella puntata di Impact del 14 giugno 2018, Rebel fa il suo ritorno dove è stata sconfitta da Taya Valkyrie. Nella puntata di Impact del 5 luglio, Rebel è stata sconfitta anche da Katarina. Nella puntata di Impact del 26 luglio, Rebel è stata sconfitta da Tessa Blanchard. Il 14 settembre, al Xcite/Impact Wrestling One Night Only: Night Of The Dummies, Rebel è stata sconfitta da Alisha Edwards. Nella puntata di Xplosion del 22 settembre, Rebel ha sconfitto la damigella non morta, seguace di Su Yung.

### Wonder Ring Stardom (2018–2019)
Il 3 maggio 2018 Rebel, Jessicka Havok e Tessa Blanchard hanno sconfitto Hiroyo Matsumoto, Jungle Kyona e Natsuko Tora. Il 6 maggio, Rebel e Hiroyo Matsumoto hanno sconfitto Hetzza e Kaori Yoneyama. Il 7 maggio, Rebel ha perso un triple threat match vinto da Hana Kimura, che includeva anche Hetzza. Il 14 maggio, Rebel ha perso un altro triple threat match da HZK, che includeva anche Hana Kimura. Il 20 maggio, Rebel ha perso un triple threat match vinto da Hana Kimura, che includeva anche Mayu Iwatani. Il 21 maggio, Rebel è stata sconfitta da Io Shirai. Il 4 giugno, Rebel è stata sconfitta da Hana Kimura. L'11 giugno, Rebel e Shanna hanno sconfitto Hiromi Mimura e Konami. Il 17 giugno, Rebel ha perso un triple threat match vinto da Hana Kimura, che includeva anche Natsuko Tora. Il 21 giugno, Rebel e il Team Jungle (Kaori Yoneyama e Natsuko Tora) sono state sconfitte da Hiromi Mimura, Konami e Yoko Bito.

### All Elite Wrestling (2019–presente)
Nell'agosto 2019, ha firmato un contratto con la All Elite Wrestling, ricoprendo però il ruolo da makeup artist e parrucchiera per la divisione femminile. La Brooks fa il suo debutto televisivo durante la puntata di AEW Dynamite del 29 aprile 2020, dove compare come makeup artist di Britt Baker, che la chiama intenzionalmente sbagliando "Reba". Successivamente, inizia a ricoprire il ruolo di manager della Baker, accompagnandola tramite il golf cart nei pressi dell'arena in seguito al suo infortunio al ginocchio, nonostante sembri forzata nel svolgere i compiti assegnati, stabilendosi dunque come heel. In seguito alla faida fra Britt Baker e Big Swole, la dentista annuncia nella puntata di AEW Dynamite del 29 luglio che troverà un'avversaria per la sua rivale, e in caso dovesse vincere, accetterà di sfidarla in un incontro; la settimana seguente, nella puntata di AEW Dynamite del 5 agosto, la Baker annuncia che Reba è la prescelta, la makeup artist viene dunque costretta a prendere parte al match, e dopo una buona prestazione, viene però sconfitta.
Successivamente alle due si unì anche Jamie Hayter.

## Personaggio

### Mosse finali
- Flying Booty Guillotine (Guillotine leg drop)

## Titoli e riconoscimenti
- Ohio Valley Wrestling
  - OVW Women's Championship (1)
- Pro Wrestling Illustrated
  - 49ª tra le 50 migliori wrestler femminili nella PWI Female 50 (2017)[2]
- River City Wrestling
  - RCW Women's Championship (1)[3]
- Tried-N-True Pro Wrestling
  - Tried-N-True Women's Championship (1)[4]
- Wrestling Observer Newsletter
  - Worst Match of the Year (2016)[5] – vs. Shelly Martinez

## Filmografia

### Cinema
- Sweet Friggin' Daisies, regia di Jesse Wigutow (2002)
- Hello, regia di David Kim (2010)
- Garlic & Gunpowder, regia di Harrison Smith (2017)

### Televisione
- Full Throttle Saloon – reality show, 5 episodi (2010-2013)
- Dog Whisperer – reality show, 1 episodio (2011)
- Vixens Who Rule – serie TV, 1 episodio (2015)